# Josep Casanovas i Gafarot
Josep Casanovas i Gafarot (Palamós, Baix Empordà, 16 de novembre de 1852 - 18 de juny de 1940), conegut com a Paixero fou un músic de cobla i compositor de sardanes. Va començar a estudiar música a l'edat de cinc anys, arribant a dominar tots els instruments de la cobla. Va ser un dels fundadors de l'orquestra La Principal de la Bisbal, va fundar l'orquestra Pentagrama i va dirigir l'orfeó Aucellada i el cor El Progrés.